# Lutz & Hardy
Lutz & Hardy  è una serie televisiva tedesca prodotta da Frankfurter Filmproduktion  e trasmessa dal 1994 al 1995 dall'emittente ZDF. Protagonisti della serie sono gli attori Hans Korte, Karl Lieffen; altri interpreti principali sono Karin Thaler, Henry van Lyck e Peter Rappenglück.
La serie si compone di una sola stagione, per un totale di 17 episodi, della durata di 60 minuti ciascuno (ad eccezione dell'episodio pilota, della durata di 90 minuti).  L'episodio pilota, intitolato Zwei Litzohren auf Gangsterjagd, venne trasmesso in prima visione il 5 ottobre 1994; l'ultimo, intitolato Klassensturz, fu trasmesso in prima visione il 19 gennaio 1995.

## Trama
Robert Lutz è un commissario in pensione che per sfuggire alla noia decide di aiutare la nipote Nora Sommer, da poco entrata in polizia, nella soluzione dei vari casi: per farlo coinvolge un amico con la fama di truffatore, Hardy van Bellen.
Si troveranno così ad indagare sulla morte per avvelenamento di una star dell'opera, su delle morti misteriose all'interno di una nobile famiglia, sul rapimento di una ragazza, su un omicidio avvenuto in una clinica, ecc. Lutz e Hardy svolgono le loro indagini in incognito, sfruttando le loro capacità di travestimento.

## Episodi
| Stagione       | Puntate | Prima TV Germania | Prima TV Italia |
| -------------- | ------- | ----------------- | --------------- |
| Prima stagione | 17      | 1994              | inedita         |

## Personaggi e interpreti
- Robert Lutz, interpretato da Hans Korte: è un commissario in pensione
- Hardy van Bellen, interpretato da Karl Lieffen
- Nora Sommer, interpretata da Karin Thaler: poliziotta, è la nipote di Lutz